# Dayán Viciedo
Dayán Viciedo Pérez (né le 10 mars 1989 à Remedios, Villa Clara, Cuba) est un voltigeur de la Ligue majeure de baseball qui est présentement sous contrat chez les Athletics d'Oakland.

## Carrière
Dayán Viciedo débute dans la Serie Nacional de Béisbol (le Championnat de Cuba de baseball) alors qu'il n'a que 15 ans. Comparé à Omar Linares, une légende du baseball cubain deux fois médaillé d'or olympique, il est considéré comme l'un des plus brillants espoirs de son pays.
En 2008, il fait défection de son pays natal et gagne le Mexique par bateau. Il réussit à se rendre dans le sud de la Floride, aux États-Unis, où il a de la famille. Son agent, Jaime Torres, l'aide à obtenir la citoyenneté dominicaine, ce qui permet au jeune athlète de devenir agent libre et solliciter les équipes de la Ligue majeure de baseball. S'il avait demandé l'asile politique aux États-Unis, Viciedo serait devenu éligible pour le draft.
Viciedo signe en décembre 2008 un contrat avec les White Sox de Chicago de la Ligue américaine. L'entente est d'une valeur de 10 millions de dollars US pour quatre saisons (2009 à 2012), incluant un boni à la signature de 4 millions.
Après une année en ligue mineure sous les couleurs des Barons de Birmingham de la Southern League, où il maintient une moyenne au bâton de,280 avec 12 coups de circuit et 78 points produits en 130 parties, Viciendo gradue en 2010 en classe Triple-A chez les Knights de Charlotte. Là-bas, il frappe pour,290 avec 14 circuits et 34 points produits après 62 matchs lorsqu'il reçoit l'appel des White Sox.
Viciedo dispute son premier match dans les Ligues majeures de baseball le 20 juin 2010 dans un match opposant Chicago à Washington. Il y obtient son premier coup sûr dans les grandes ligues, aux dépens de John Lannan des Nationals. Le 5 juillet 2010, le lanceur Scott Kazmir des Angels de Los Angeles d'Anaheim accorde au jeune cubain son premier coup de circuit en MLB. Viciedo maintient une moyenne au bâton de ,308 avec 5 circuits et 13 points produits en 38 parties pour les White Sox en 2010.
En 2011, il joue dans les mineures jusqu'en août avant d'être rappelé par le club de Chicago. Les Sox l'emploient surtout au poste de voltigeur. En 29 parties, il claque un circuit, produit six points et présente une moyenne au bâton de ,255.
À partir de 2012, Viciedo occupe un poste de voltigeur à temps plein des White Sox. Il frappe 25 circuits et produit 78 points en 2012, claque 14 longues balles et fait marquer 56 points en 2013, puis ajoute 21 circuits et 58 points produits en 2014. À sa dernière saison à Chicago, sa moyenne au bâton chute cependant à ,231 et sa moyenne de présence sur les buts à ,281. Il est libéré de son contrat par les White Sox le 4 février 2015, après 5 saisons avec le club.
Le 1er mars 2015, il signe un contrat des ligues mineures avec les Blue Jays de Toronto. Il est libéré de ce contrat le 31 mars suivant. Le 11 juin 2015, il est engagé par les Athletics d'Oakland.